# Hermanas de la Caridad de Saint-Hyacinthe
La Congregación de Hermanas de la Caridad de Saint-Hyacinthe (oficialmente en latín: Congregatio Sororum Caritatis a S. Hyacinthus) es una congregación religiosa católica femenina, de vida apostólica y de derecho pontificio, fundada en 1840 por la religiosa canadiense Marie-Michelle-Archange Thuot, en Saint-Hyacinthe. A las religiosas de este instituto se les conoce también como hermanas grises de Saint-Hyacinthe y posponen a sus nombres las siglas S.C.S.H.

## Historia
La congregación tiene su origen en las Hermanas de la Caridad de Montreal, fundadas por María Margarita de Youville en 1738, puesto que fue un grupo de religiosas de esta congregación, a la cabeza de Marie-Michelle-Archange Thuot, fueron enviadas a fundar una comunidad en Saint-Hyacinthe, en 1839, por petición del sacerdote Edouard Crevier, para encargarse de un hospital que él mismo había fundado. El 8 de mayo de 1840, las hermanas de Saint-Hyacinthe se independizaron de la casa madre y se convirtieron en una congregación autónoma.
El instituto recibió la aprobación como congregación religiosa de derecho diocesano el 8 de mayo de 1840, de parte de Joseph Signay, obispo de Quebec. El papa León XIII elevó el instituto a congregación religiosa de derecho pontificio, mediante decretum laudis del 9 de mayo de 1892.

## Organización
La Congregación de Hermanas de la Caridad de Saint-Hyacinthe es un instituto religioso de derecho pontificio y centralizado, cuyo gobierno es ejercido por una superiora general. La sede central se encuentra en Saint-Hyacinthe (Canadá).
Las hermanas grises de Saint-Hyacinthe viven según el modelo de vida establecido en sus propias constituciones, su espiritualidad está enmarcada en Escuela francesa de espiritualidad y se dedican a la educación e instrucción cristiana de la juventud y la atención de los enfermos y ancianos. En 2017, el instituto contaba con 114 religiosas y 17 comunidades, presentes en Canadá, Estados Unidos y Haití.